# Xylaria nigromedullosa
Xylaria nigromedullosa är en svampart som beskrevs av Trierv.-Per. & A.I. Romero 2009. Xylaria nigromedullosa ingår i släktet Xylaria och familjen kolkärnsvampar.   Inga underarter finns listade i Catalogue of Life.